# Vítor Baltasar
Vítor Manuel Jesus Gonçalves, noto come Baltasar (Costa de Caparica, 13 maggio 1948), è un ex calciatore portoghese, di ruolo centrocampista.

## Carriera

### Club
Con lo Sporting Lisbona vinse un campionato e una coppa nazionale, giocando 130 partite ufficiali e segnando 11 gol.

### Nazionale
Ha collezionato una presenza con la propria nazionale nel 1977, in un'amichevole contro la Svizzera.

## Statistiche

### Cronologia presenze e reti in nazionale
| Cronologia completa delle presenze e delle reti in nazionale ― Portogallo | Cronologia completa delle presenze e delle reti in nazionale ― Portogallo | Cronologia completa delle presenze e delle reti in nazionale ― Portogallo | Cronologia completa delle presenze e delle reti in nazionale ― Portogallo | Cronologia completa delle presenze e delle reti in nazionale ― Portogallo | Cronologia completa delle presenze e delle reti in nazionale ― Portogallo | Cronologia completa delle presenze e delle reti in nazionale ― Portogallo | Cronologia completa delle presenze e delle reti in nazionale ― Portogallo |
| Data                                                                      | Città                                                                     | In casa                                                                   | Risultato                                                                 | Ospiti                                                                    | Competizione                                                              | Reti                                                                      | Note                                                                      |
| ------------------------------------------------------------------------- | ------------------------------------------------------------------------- | ------------------------------------------------------------------------- | ------------------------------------------------------------------------- | ------------------------------------------------------------------------- | ------------------------------------------------------------------------- | ------------------------------------------------------------------------- | ------------------------------------------------------------------------- |
| 30-3-1977                                                                 | Funchal                                                                   | Portogallo                                                                | 1 – 0                                                                     | Svizzera                                                                  | Amichevole                                                                | -                                                                         | 46’                                                                       |
| Totale                                                                    |                                                                           | Presenze                                                                  | 1                                                                         |                                                                           | Reti                                                                      | 0                                                                         |                                                                           |

## Palmarès

### Club

#### Competizioni nazionali
- Campionato portoghese: 1

Sporting Lisbona: 1973-1974
- Coppa del Portogallo: 1

Sporting Lisbona: 1973-1974